# China Taipéi en los Juegos Paralímpicos de París 2024
China Taipéi (Taiwán) estuvo representada en los Juegos Paralímpicos de París 2024 por trece deportistas, siete mujeres y seis hombres.

## Medallistas
El equipo paralímpico obtuvo las siguientes medallas:
| Nombre                    | Deporte       | Evento                    |
| ------------------------- | ------------- | ------------------------- |
| Oro                       |               |                           |
| —                         |               |                           |
| Plata                     |               |                           |
| Cheng Ming-Chih           | Tenis de mesa | Individual MS5 masculino  |
| Chen Po-Yen               | Tenis de mesa | Individual MS11 masculino |
| Lin Tzu-Yu Tien Shiau-Wen | Tenis de mesa | Dobles WD20 femenino      |
| Bronce                    |               |                           |
| Xiao Xiang-Wen            | Taekwondo     | –58 kg masculino          |
| Tien Shiau-Wen            | Tenis de mesa | Individual WS10 femenino  |